# Michael Valiante
Pas d'image ? Cliquez ici
Michael Valiante est un pilote automobile canadien né le 11 novembre 1979 à New Westminster, Colombie-Britannique.
Depuis 2005, il s'engage en endurance et participe aux Rolex Sports Car Series devenues l'United SportsCar Championship en 2014.

## Biographie
Il débute en karting où ses nombreux succès lui valent une saison complète d’apprentissage dans la série Skip Barber 2.0. Il est sacré à la fois champion et recrue de l’année de la série. Il passe ensuite à la série Barber Dodge Pro et à la Formule Atlantique.
En 2001, il termine huitième au championnat de la Formule Atlantique même s’il ne participe qu’à cinq épreuves. En 2002, il remporte trois victoires et échappe le championnat à la dernière course de la saison. Il domine le début de saison 2003 avant de voir ses chances de championnat s’envoler lorsqu’il doit rater une course pour cause de maladie.
Après deux départ dans la défunte série CART, il ne parvient pas à décrocher un volant régulier par manque de soutien financier. À partir de 2005, il se tourne principalement vers la série Grand Am Rolex. Au 1er juin 2013, il compte deux victoires et neuf podiums en 81 départs dans cette série.

## Palmarès
- Formule Atlantique
  - Vice-champion en 2002

- Rolex Sports Car Series
  - Vainqueur à Sonoma en 2008
  - Vainqueur à Mid-Ohio en 2012

- Continental Tire Sports Car Challenge
  - Vainqueur de la catégorie ST à Mid-Ohio et au Glen en 2012
  - Vainqueur de la catégorie ST sur le Kansas Speedway en 2014

- United SportsCar Championship
  - Vainqueur des 6 Heures de Watkins Glen en 2014